# Cicloexanol
Cicloexanol (grafado também como ciclo-hexanol) é um álcool secundário, de fórmula C6H11OH, consistindo de um anel cicloexano com um átomo hidrogênio substituído por um grupo hidroxila  .
Pode ser oxidado a cicloexanona por ácido crômico (formado por dissolver dicromato de sódio ou de potássio em água e ácido sulfúrico concentrado).[carece de fontes?] A oxidação ira parar após a formação de cicloexanona, para a qual um agente oxidante mais forte é requerido para quebrar a ligação de carbono.
Índice de refração = 1.465